# Château de Dreistein
Le château de Dreistein est un château fort en ruines situé dans la commune française d'Ottrott, dans le département du Bas-Rhin. Il s'agit en fait de trois châteaux construits sur trois promontoires rocheux juxtaposés, d'où le nom "drei Stein", "trois pierres" en allemand médiéval.
Il fait l’objet d’une inscription au titre des monuments historiques depuis le 6 mars 1990.

## Situation géographique

### Position
Le château de Dreistein est situé sur le massif du Mont Sainte-Odile, à l'Ouest de l'abbaye. Il surplombe la vallée de l'Ehn qu'il contrôle avec les châteaux d'Ottrott (Koepfel, Rathsamhausen et Lutzelbourg) et le château du Hagelschloss. Comme ce dernier, il est proche du mur païen du Mont-Sainte-Odile.

### Accès
L'accès au Dreistein ne s'effectue qu'à pied, par les chemins de randonnée balisés par le Club vosgien.

## Histoire
Le château de Dreistein a été construit soit au XIIIe soit au XIVe siècle et a été séparé en deux parties plus tard. C'est au XVIIe siècle qu'il aurait été détruit.

## Architecture
Comme tous les châteaux voisins de cette époque, les châteaux de Dreistein sont construits en grès rose des Vosges.
Les vestiges des deux châteaux sont séparés par un fossé. Le château occidental est flanqué d'une tour d'escalier demi hors-œuvre.

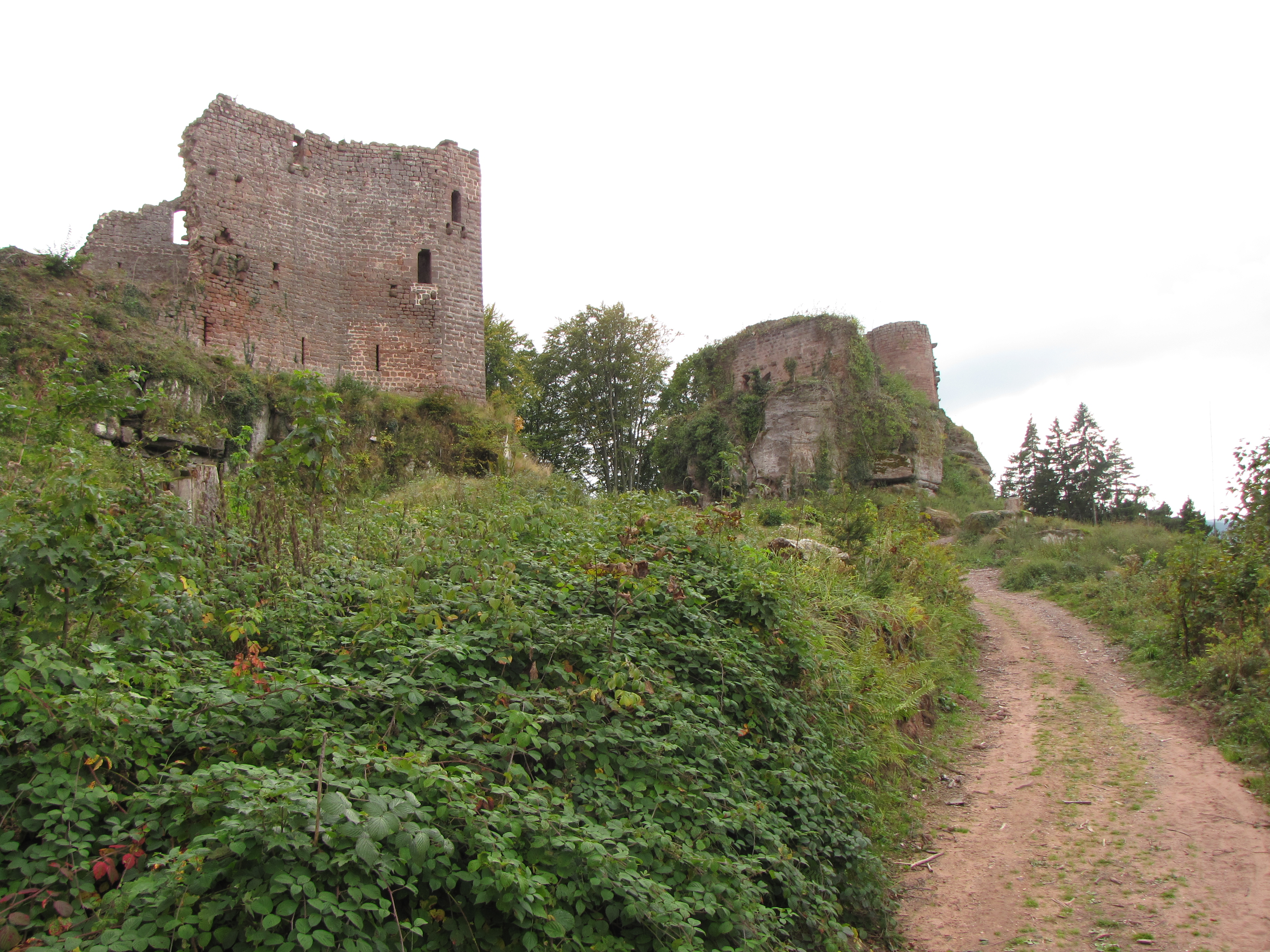
Entrée du château
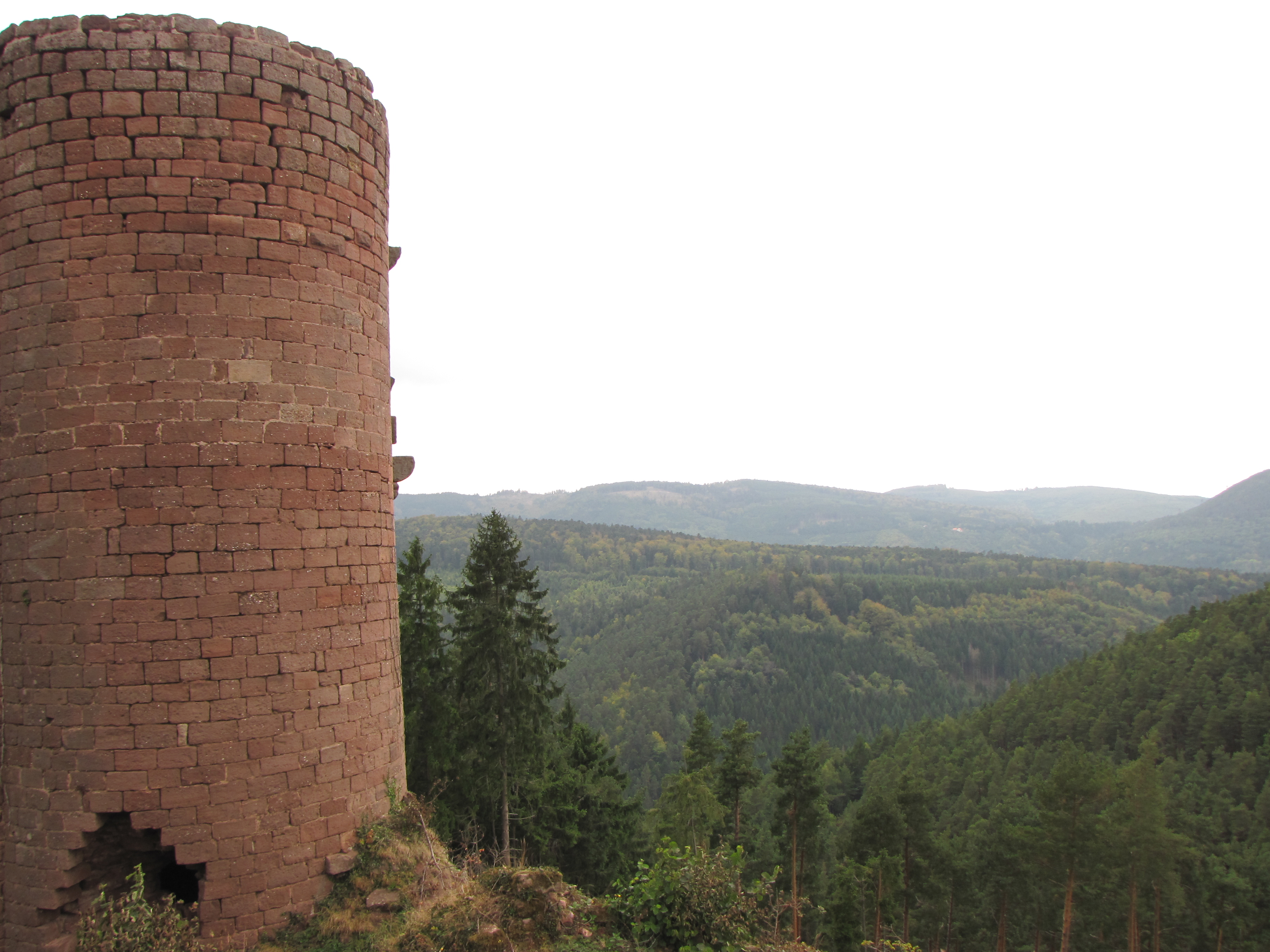
Donjon du château occidental
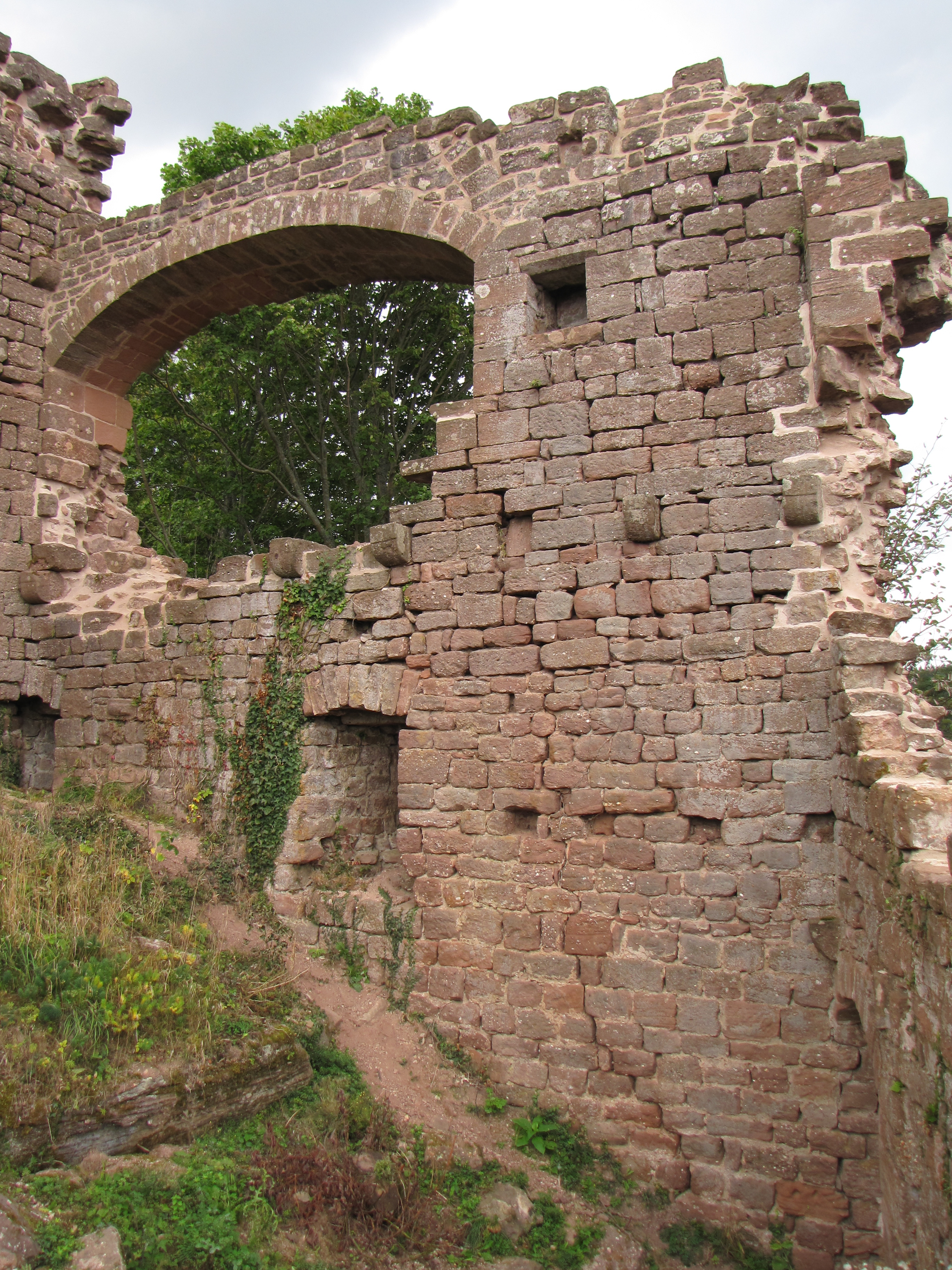
Arche près du donjon du château occidental
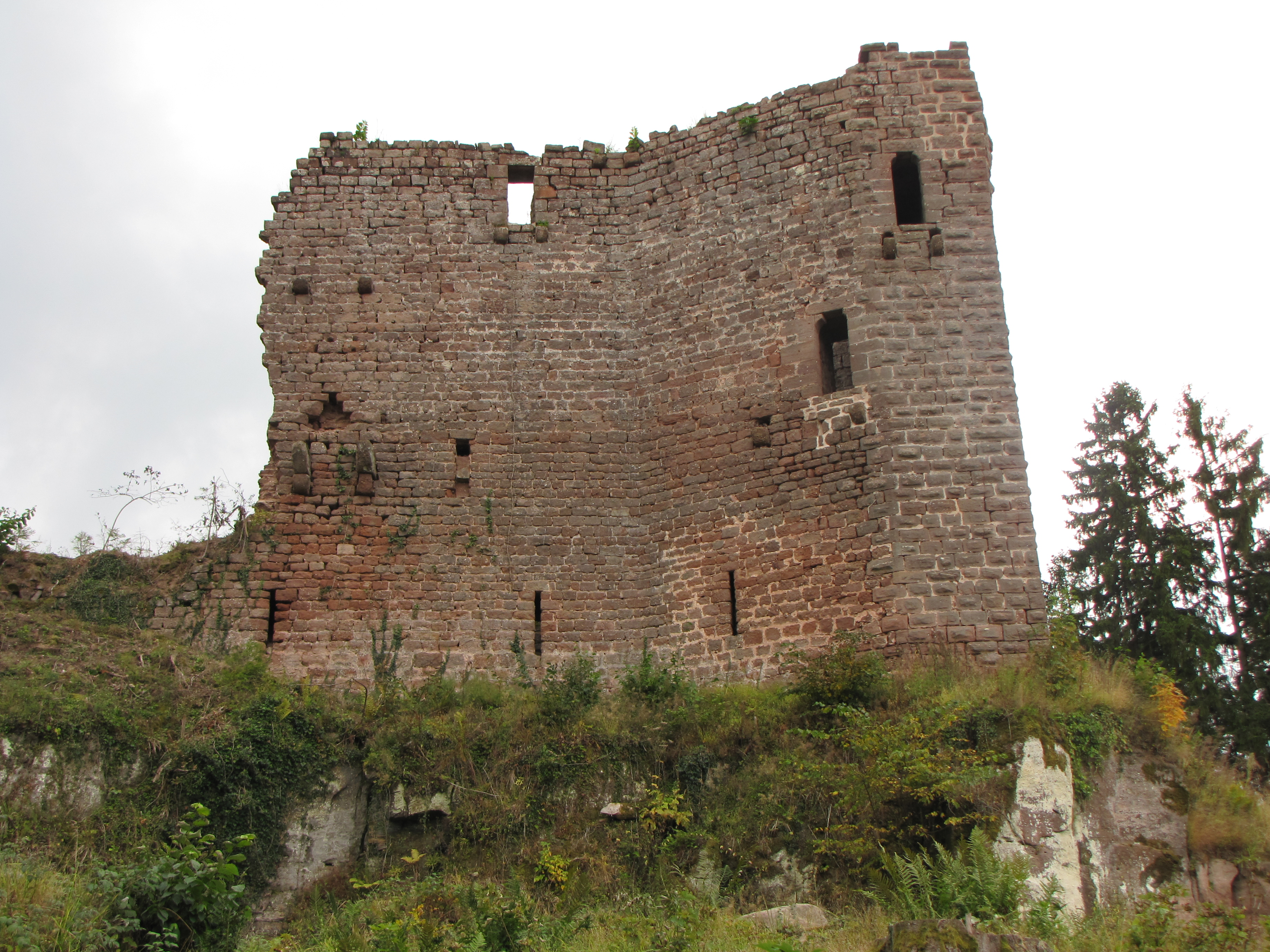
Façade du château oriental